# Ancinus jarocho
Ancinus jarocho är en kräftdjursart som beskrevs av Rocha-Ramírez, Chávez-López och Peláez-Rodríguez. Ancinus jarocho ingår i släktet Ancinus och familjen Ancinidae. Inga underarter finns listade i Catalogue of Life.